# Геническ
Гени́ческ (укр. Гені́чеськ; в 1474—1562 годах — Салинэ́, в 1562—1784 годах — Нео́нтихос, в 1784—1837 годах — Гени́чи) — город в Херсонской области Украины, административный центр Генического района и Генической городской общины. В феврале 2022 года город был оккупирован российскими войсками в ходе вторжения России на Украину. С 19 октября 2022 года, после отступления российских войск из Херсона, контролирующие город российские власти сделали его российским административным центром оккупированной части Херсонской области.
Расположен на берегу Азовского моря напротив окончания Арабатской косы (Арабатская стрелка), с которой он соединён автомобильным мостом через Тонкий пролив.

## Происхождение названия
Название «Геническ» по смыслу ближе всего к тюркскому выражению «тонкая вода». Если эта близость в дальнейшем не будет опровергнута, дату основания города можно отнести ко времени не позже 1640 года, когда была построена «башня на устье тонких вод» (она же — «замок Ченишке», по-ногайски — «Дженичке», что значит «Новый тонкий»), обозначенная на дорожной карте 1685 года (на материковом берегу пролива, несомненно, находилось одноимённое с крепостью и проливом поселение, то есть Тонкая вода). Это подтверждается картой Крыма, изданной Я. Сандрартом в 1687 году. Геничи военное укрепление располагалось здесь с 1736 года.

## История

### Древний Геническ
В 440 году до нашей эры на месте сегодняшнего Геническа прибыл Геродот и записал легенду о том, что скифы закопали в катакомбах золото. Это было и потому, что к месту сегодняшнего Мелитополя (в то время там была столица скифов) пришли главные враги скифов — персы. Царю скифов пришлось уйти. А все свое богатство закопал в катакомбах которые ведут аж в Крым, но сегодня те катакомбы уже обвалились и их надо раскапывать. Находятся смельчаки, которые хотят найти то золото.
История Геническа приводит нас к названию поселения Салинэ (Saline). Генуэзские купцы в XIII—XV веках фактически делили власть в Крыму с крымскими татарами, а в своих морских путешествиях пользовались картами, которые назывались портоланами.
Города-колонии Северного Приазовья жили полнокровной жизнью уже в середине I тысячелетия до нашей эры. Очерченные на «Карте Черноморского побережья по Птолемею» первые греческие поселения северо-западного побережья Азовского моря, Акра и Лейа, располагались по соседству с современным Геническом, а новая крепость — на его территории. Это подтверждается «Картой Крыма», составленной в 1562 году англичанином Энтони Дженкинсоном и включенной в первый географический атлас «Зрелище мира земного» фламандского географа и картографа Абрахама Ортелия (Бельгия, 1590).

### Крымское Ханство
Вот уже много десятков лет местные краеведы ищут в Геническе остатки крымскотатарской или турецкой крепости. Им удалось подтвердить существование здесь военного укрепления времён Крымского ханства, но поодаль от города.
Знаменитый турецкий путешественник Эвлия Челеби выделил крепости Геническа в своей книге целую главу под названием «Похвала прекрасному замку Ченишке», посвящённую построенному крымским ханом в 1640 году на северной оконечности Арабатской стрелки крепостному сооружению с дощатой крышей и металлическими воротами. В разных местах он называет крепость «башней». Логично предположить, что и «замок Ченишке» (переведено как «Геническ») являлся крепостью-башней.

### Российская Империя
Крымские походы В. В. Голицына и Петра I были вызваны в числе прочего стремлением ликвидировать военную угрозу со стороны татарско-ногайских отрядов, кочевавших на огромном пространстве от побережий Чёрного и Азовского морей до Днепра и Буга — по так называемому Дикому полю.
При Анне Иоанновне действия Государства Российского в этом направлении стали более активными. Армии Бурхард Кристоф Миниха и Петра Ласси достигли Таврии, но отсутствие воды, продовольствия и опасность возникновения эпидемий не позволили тогда закрепиться на полуострове. После постройки русскими в 1736 году военных укреплений (шанцев) по обе стороны Генического пролива армия фельдмаршала Ласси дважды — в 1737 и в 1738 годах — предпринимала экспедиции в Крым по Арабатской стрелке в обход Перекопа. В первый раз Ласси, не решившись штурмовать Арабат, свернул в середине Стрелки, пересек Сиваш, вдоль реки Салгир двинулся к городу Карасубазар и овладел им. Но опять-таки из-за нехватки воды и продовольствия и опасаясь эпидемии наши войска отошли на исходные позиции. 1738 год оказался для фельдмаршала Ласси более удачным: была покорена цитадель Арабат. Военная карта 1738 года иллюстрирует поход армии Ласси в 1737 году. Полуостров на ней буквально усыпан символами татарских или турецких крепостей — башнями с полумесяцами. Но Геничи уже обозначен как место дислокации русского гарнизона (стилизованный щит и звёзды).
На военной карте 1772 года в районе Геничи стоит знак батареи. Шанцы к тому времени русские войска разрушили за ненадобностью: часть армии князя Василия Крымского-Долгорукова летом 1771 года прорвалась на полуостров, заняла Кафу (Феодосию) и освободила от турецких войск все прилегающие территории. Хотя военные действия после этого велись ещё долго, татаро-турецкая символика на карте отсутствует, что отражает истинное соотношение русских и турецких сил в 1772 году. Арабат и другие стратегические пункты Таврии были уже под контролем Российской империи.
Хотя военные действия после того велись ещё долго, татаро-турецкая символика на карте отсутствует, что отражает истинное соотношение русских и турецких сил в 1772 году. Арабат и другие стратегические пункты Таврии (Геническ в их числе) были уже под контролем России. Карта 1777 года (10) обозначает Геничи и Арабат идентично. Тут, скорее всего, имеется в виду не одинаковый масштаб крепостных сооружений, а равная на тот момент степень оборонительной мощи. Укреплять же оба конца Арабатской стрелки причина была. Для поддержки своего ставленника Девлет-Гирея турки, нарушив договор с Россией, снова высадили в Таврии войска. В 1776 году Г. А. Потёмкин и П. А. Румянцев заняли Перекоп, а весной 1777 года отряд под командованием А. В. Суворова вынудил турок бежать с полуострова.
Во время Крымской войны Геническ был одним из ближайших тылов русской армии. Здесь было сосредоточено много складов с провиантом. Российская империя столкнулась с проблемой слабо защищённого пролива Сиваш. Командование штаба русской армии послало в Геническ князя Лобанова-Ростовского с батальоном пехоты, 200 донскими казаками и 2 орудиями.
16 мая 1855 года 16 вымпелов противника подошли к Геническу. Они сожгли и потопили 11 пароходов, а также несколько провиантских складов. При этом попытка высадиться на побережье Азовского моря оказалась провальной.
В 1898 году в Геническе начались изыскательные работы и намечается территория для порта. В 1890-х годах грузооборот порта возрос с 32 тыс. тонн до 192 тыс. тонн.
В развитие порта в Геническе мы должны быть благодарны Леониду Михайловичу Прихненко. Он руководил замощением улиц, построил земскую больницу, проложил канализацию. С 1913 по 1917 год он был начальником Генического торгового порта.
В 1897 году в Геническе проживало 2816 евреев, в 1910 — 4786, в 1939—947. Еврейская община в Геническе сложилась в 1850-х годах. В 1905 году произошёл трёхдневный еврейский погром. В период Первой мировой войны в Геническ прибыло много беженцев.

### Гражданская война в России
После ухода Германских сил на их место пришло Крымское краевое правительство. Позже Крымское краевое правительство потеряло контроль из-за восстаний революционных сил и власть взяла Белая армия.
С конца июля 1920 года обе стороны стали активно планировать десантные действия и готовить для них специальные силы. Красное командование начало подготовку десантной операции в Геническ: высаженные здесь войска должны были соединиться с войсками правобережной группы 13-й армии, наступающими с Каховского плацдарма. Для руководства этой операцией в Мариуполь прибыл начальник Морских сил Республики Александр Немитц (бывший командующий Черноморским флотом). 12 августа 1920 года он отдал приказ о формировании Морской экспедиционной дивизии — первого советского соединения морской пехоты.
Заграждение было поставлено успешно, однако в рассветных сумерках отряд Медведева неожиданно встретил вражеские корабли, шедшие на юг вдоль Кубанского побережья. Ввиду явного превосходства сил противника Медведев с двумя сторожевиками отошел в Темрюк. Баржу «Дон» пришлось бросить, сняв с неё людей — она отвлекла внимание белых, что позволило сторожевикам беспрепятственно укрыться в порту. Катера-истребители ещё до этого потеряли друг друга, в итоге задания по разведке не выполнили и вернулись напрямую в Мариуполь
Основное сражение за Крым разыгралось в марте 1920г в боях под Ишунью. Бой начался по всему фронту. Наступлением красных руководил Павлов, у которого были 46-я Эстонская стрелковая и 8-я кавалерийская дивизии. В действиях противника «чувствовалось умелое руководство — красные дрались, как регулярная армия».
Удержав Крым, белые безупречно и с минимальными потерями провели десантную операцию в Азовском море у села Кирилловка, и, продвигаясь к Геническу и заняв его, в труднейших боях окончательно разбили 13-ю армию красных.
Удержав Крым, Яков Слащев не только нанёс поражение частям Красной армии, но и нарушил стратегические планы РСФСР.
Во время Северно-Таврийская операция Геническ был взят РККА.

### Советский Союз
В 1924 году в Геническе был организован еврейский колхоз «Трудовая коммуна имени Роменской организации ЛКСМУ», в 1925 году — колхозы «Надежда» и «Тикво».
16 сентября 1941 года немецкие войска захватили город.
2—4 октября 1941 года в Геническе зондеркомандой 10А было расстреляно свыше 300 евреев.
30 октября 1943 года город был освобождён советскими войсками, однако ещё 5 месяцев в округе шли бои.

### Независимая Украина
26 марта 2014 года десантники украинской армии заняли навигационную станцию МАРС-75 Черноморского флота РФ (по словам местных жителей, российские военные покинули станцию на два месяца ранее). Ранее гидрографические объекты не вошли в перечень имущества, арендуемого Черноморским флотом в соответствии с межгосударственным соглашением, подписанным в 1997 году, а в декабре 2007 года Херсонский хозяйственный суд постановил передать станцию украинским властям, однако Россия фактически отказывалась передавать объект.

#### Российская оккупация
24 февраля 2022 года в ходе вторжения России на Украину Геническ был оккупирован российскими войсками. В этот день ВМСУ подорвали автомобильный мост через пролив Промоина, чтобы замедлить продвижение войск РФ. 6 марта в городе прошёл митинг в поддержку Украины и против российской агрессии.
Одна из жительниц Геническа, Светлана Панкова, в марте 2022 года попыталась противостоять занявшим город российским силам, обратившись к одному из вооруженных солдат со словами: «Вы пришли на мою землю, вы оккупанты и с этого момента прокляты. Положите себе в карман семена подсолнечника, чтобы они проросли, когда вы здесь поляжете!» Летом 2023 года её заставили извиняться на камеру. Оккупационные силы возбудили против неё дело по обвинению в «экстремизме». Осенью 2024 года Светлане удалось выехать с оккупированной территории.
12 марта 2022 года мэр города Александр Тулупов подал в отставку, сообщив, что не может работать в сложившихся условиях. После этого сообщалось о назначении российскими военными руководителем города Геннадия Сивака из Крыма.
18 апреля 2022 года перед зданием местной администрации на центральной площади на постамент установлен памятник Ленину (отличный от демонтированного по закону о декоммунизации в 2015 году); на здании были подняты флаг России и Знамя Победы.
После освобождения Украиной столицы Херсонской области, 12 ноября 2022 российская оккупационная администрация объявила Геническ временной административной столицей оккупированной Херсонской области, затем опровергла это заявление.

## Население
| 1959   | 1970    | 1979    | 1989    | 2001    | 2012    | 2016    | 2019    | 2021    | 2022    |
| ------ | ------- | ------- | ------- | ------- | ------- | ------- | ------- | ------- | ------- |
| 14 420 | ↗20 031 | ↗21 990 | ↗23 289 | ↘21 793 | ↘20 466 | ↘19 983 | ↘19 501 | ↘19 253 | ↘18 889 |

| украинцы | русские | крымские татары | другие |
| -------- | ------- | --------------- | ------ |
| 69,5 %   | 26 %    | 2 %             | 2,5 %  |

### Языковой состав
Родной язык населения, по данным переписи 2001 года:
| Язык       | Численность, чел. | Доля     |
| ---------- | ----------------- | -------- |
| Украинский | 6 350             | 29,35 %  |
| Русский    | 14 919            | 68,96 %  |
| Другое     | 364               | 1,69 %   |
| Итого      | 21 633            | 100,00 % |

## Физико-географическая характеристика

### Расположение
Город расположен в Причерноморской низменности в северо-западной части побережья Азовского моря в месте слияния северного окончания Арабатской стрелки с проливом тонкой, соединяющим Утлюцкий лиман с Сивашем. Местность эта была заселена ещё со времен седой древности. Легендарные амазонки, скифы, сарматы, арии, кимерийцы, греки, татары — все они жили в этих краях в разные времена.

### Климат
Город находится в засушливой степной зоне, климат умеренный с жарким и очень сухим летом и тёплой, малоснежной зимой.
Самый тёплый месяц — июль, со средней температурой 23,6 °C.
Самый холодный месяц — январь, со средней температурой −2,5 °С.
| Показатель                    | Янв.  | Фев. | Март  | Апр. | Май  | Июнь | Июль | Авг. | Сен. | Окт.  | Нояб. | Дек.  | Год   |
| ----------------------------- | ----- | ---- | ----- | ---- | ---- | ---- | ---- | ---- | ---- | ----- | ----- | ----- | ----- |
| Абсолютный максимум, °C       | 14,1  | 17   | 22,4  | 27,8 | 31,8 | 37,1 | 38,3 | 38,4 | 33,6 | 29,1  | 22,3  | 16,3  | 38,4  |
| Средний суточный максимум, °C | 0,5   | 0,9  | 5,2   | 12,7 | 19,9 | 25   | 28   | 27,1 | 21,9 | 14,9  | 8,3   | 3     | 14    |
| Средняя температура, °C       | −2,5  | −2   | 1,8   | 8,9  | 16   | 20,8 | 23,6 | 22,6 | 17,3 | 11,2  | 5,1   | 0,3   | 10,4  |
| Средний суточный минимум, °C  | −5    | −4,7 | −0,8  | 5,4  | 11,7 | 15,7 | 18   | 17,3 | 12,5 | 7,5   | 2,5   | −2,1  | 6,6   |
| Абсолютный минимум, °C        | −30,3 | −28  | −18,4 | −9   | −2,2 | 0,2  | 8,4  | 6    | −5,4 | −12,2 | −20,8 | −22,1 | −30,3 |
| Норма осадков, мм             | 34,7  | 30,8 | 30,7  | 30,1 | 35,1 | 40,6 | 35,7 | 27,9 | 27,4 | 25,6  | 32,9  | 36,1  | 387,7 |
| Источник: Weatherbase         |       |      |       |      |      |      |      |      |      |       |       |       |       |

## Экономика
Геническ живёт, в основном, за счет рыболовства, пищевой промышленности, сферы обслуживания, курортного бизнеса и имеет хорошие перспективы для становления экономически и социально развитым городом Украины.

### Промышленность
Город расположен на побережье Азовского моря, лидера СССР по рыболовству. На данный момент рыбное хозяйство лежит в руинах, после развала СССР этого так никто и не восстановил, несмотря на то, что содержится вблизи президентской резиденции (Бирючий остров). В Геническе уже существует рыбный завод. При создании полного цикла рыбообработки (разведение/добыча, обработка, фасовка) можно получить огромную прибыль, с учётом близлежащего железнодорожного узла (Новоалексеевка).
Рост объёмов пищевой промышленной продукции предусматривается за счет производства хлебобулочных и кондитерских изделий (соответственно +1,8 % и 7,5 % в натуральном виде) — на предприятиях ООО «Днепр», а также другими частными субъектами хозяйствования района, консервов овощных (+5,9 %), воды минеральной и кваса (соответственно +4,2 % и 11,1 %), масла (+25 %) — на фабрике ООО «Агрофирма им. Шевченко», рыбы мороженой (+3,4 %) — в рыболовецком колхозе «ревволна».
Следующим интересным и не менее перспективным делом является виноделие. Геническ имеет идеальный климат для выращивания виноградников и их использования. В советские времена винный завод существовал, давая неплохое вино, работу и соответственно прибыль государству, но после развала СССР винный завод пришел в упадок, сейчас железная дорога, подведенная к бывшему заводу разобрана, сам завод ржавеет и ждет часа износа. Но для занятия виноделием нужны много виноградников. Левое побережье Арабатской стрелки изобилует корнями бывших виноградных садов, сейчас каждый год их жгут, чтобы не допустить их распространения.
Развитие туристического бизнеса. Находясь у основания самой длинной песчаной косы Европы, на которой к тому же расположены три уникальных целебных источника и историческое наследие буйной истории этого региона, перспектива туристического бизнеса кажется очевидной. Сам Геническ стоит на неисследованных до сих пор катакомбах турок, которые по слухам заполнены золотом в основе. В центре же Геническа есть исторически не отреставрированные здания. При реставрации центра города в прежнем историческом стиле, создании шопинг-точек, кафетериев и просто парков данный город может поспорить с большинством курортных городов Крыма, а возможно даже Средиземноморья.
Большой экономический потенциал имеет Арабатская стрелка.

### Туризм
Экологически чистая местность, местные фрукты и овощи, целебные свойства моря, солнца, воздуха привлекают в Геническ десятки тысяч людей из Украины и стран СНГ (в летнее время население как минимум утраивается). Цены на курортные услуги очень разные, поэтому могут удовлетворить людей любого достатка.
Вся западная часть Арабатской стрелки выходит на Азовское море и является прекрасным пляжем с пологим мелко песчаным берегом. Глубина начинает расти только с расстояния 100 м от суши, поэтому это идеальное место для отдыха с детьми. За счет того, что подводная часть здесь неглубокая, вода легко прогревается до 28-30 градусов, позволяя принимать теплые морские ванны как взрослым, так и детям.
Пляж обращен в открытое море и позволяет кататься на безопасных волнах. В штиль вода здесь настолько спокойная и прозрачная, что можно рассматривать подводный мир, как аквариум — просто опустив голову в воду или плавая в маске.
На Арабатской стрелке открыты термальные (с температурой 55°-65°С) минеральные воды, насыщенные полезными биологически активными веществами, такими как йод, бром, кремниевая кислота. Они используются для лечения заболеваний опорно-двигательного аппарата, периферийной нервной системы и др. Помимо целебных термальных вод, Арабатская стрелка известна неисчерпаемыми запасами лечебной грязи. Огромное количество их обнаружено в озёрах Сальково, Геническе и в проливе витое устье, расположенном рядом с турбазой «Геническ». Ещё одним мощным лечебным фактором является Рапа (солевой раствор) озёр и заливов, расположенных по всей стрелке.

## Транспорт
В последние годы[когда?]

 железнодорожная инфраструктура Геническа была модернизирована для удобства гостей города и туристов, следующих на Арабатскую косу.
Общественный транспорт Геническа представлен автобусами. В летнее время действует пристань, можно прокатиться к острову Бирючий на частных катерах.
С автостанции Геническа можно попасть во все населённые пункты Генического района. Также осуществляются рейсы в такие города как Херсон, Николаев, Днепр, Запорожье, Винница.
Пассажирские перевозки в районе осуществляют два автопредприятия частной формы собственности: ООО «Югтранс», которому принадлежит около 95 % перевозок в районе, и ЧП Монастырев. ООО «Югтранс» обеспечивает пассажирское сообщение по 21 направлениям в районе, на которых функционирует 60 рейсов. Кроме того, им осуществляется перевозка на 5 внутригородских маршрутах. Предприятие имеет автопарк, отвечающий современным требованиям и составляющий 46 автобусов. В районе проведена работа по формированию участков автомобильных дорог общего пользования, требующих капитального ремонта. Согласно перечню автодорог это около 67 км дорожного покрытия.

## Образование и наука
Действующая сеть учебных заведений района обеспечивает потребности населения в предоставлении образовательных услуг по дошкольному, общему среднему, внешкольному образованию. На конец 2009 года в районе функционировало 24 общеобразовательные школы I—III степени, 1 гимназия, 3 общеобразовательные школы I степени, 1 вечерняя школа, 1 межшкольный учебно-производственный комбинат, 4 внешкольных учреждения, 28 детских дошкольных учреждений. Кроме того, в районе действуют Геническая санаторная школа-интернат, три профессионально-технических училища, Генический медицинский колледж, Генический факультет Херсонского национального технического университета, которые относятся к образовательным учреждениям областного подчинения.
Учебные заведения:
- Школа № 1
- Генический лицей (бывшая средней школы № 2, затем гимназия)
- Школа № 3
- Школа № 4
- Санаторная общеобразовательная школа-интернат
- Вечерняя школа 9 (бывшая школа № 6)
- ВПУ № 17
- ПТУ № 27
- Генический медицинский колледж
- Факультет Херсонского национального технического университета
- СЮТ (Станция Юных Техников)
- СЮН (Станция Юных Натуралистов)
- Факультет Харьковской национальной академии городского хозяйства
- Музыкальная школа города Геническ

С помощью Краснодарского края был осуществлен капитальный ремонт в городских школах № 3 и № 4.

## Культура
FM-радиостанции:
- 94.5 MHz — Русское радио;
- 95.1 MHz — Дорожное радио;
- 95.5 MHz — Новое радио;
- 97.5 MHz — Авторадио;
- 98.5 MHz — Радио Звезда.

### Религиозные организации
- Храм Рождества Пресвятой Богородицы (УПЦ МП)[23]
- Церковь полного евангелия «Слово жизни»[24][25][26]
- Община Свидетелей Иеговы[24][25]
- Церковь евангельских христиан-баптистов[24][25]
- Церковь адвентистов 7-го дня[24][25][27]
- Мусульманская община «Ислам»[24][25]
- Еврейская община «Хабад»[24][25]

## Достопримечательности
- Генический маяк
- Генический краеведческий музей
- Церковь Рождества Пресвятой Богородицы
- Розовое озеро

## Города-побратимы
- Озургети, Грузия